# Evangelina Corona
Evangelina Corona (n. 1938, San Antonio Cuaxomulco, Tlaxcala – f. 2021, Ciudad de México ) fue una activista sindical mexicana, destacada por su papel en la defensa de los derechos laborales de las trabajadoras de la industria textil en México. Se convirtió en una figura emblemática del movimiento obrero tras el terremoto de 1985, al fundar y liderar el Sindicato "19 de Septiembre", con el que exigió justicia para las víctimas y mejores condiciones laborales.

## Orígenes y juventud
Evangelina Corona nació en 1938 en San Antonio Cuaxomulco, un pequeño poblado rural en el estado de Tlaxcala, México. Debido a la falta de oportunidades que caracteriza a muchas zonas rurales del país, se trasladó a la Ciudad de México desde joven, donde comenzó a trabajar como empleada doméstica.
A los 21 años, Evangelina ingresó a la industria textil. Durante este tiempo se dedicó a confeccionar los uniformes que utilizaban los policías de tránsito. Este empleo marcó el inicio de una larga relación con el sector de la confección, caracterizado por condiciones laborales duras y violaciones frecuentes a los derechos laborales. Estas experiencias despertaron su conciencia sobre las desigualdades y precariedades laborales en la industria textil.

## El terremoto de 1985
El 19 de septiembre de 1985, un sismo de 8.1 grados sacudió la Ciudad de México. Este desastre, además de las pérdidas humanas y materiales, puso al descubierto la grave violación de derechos de las personas trabajadoras en esta industria. 
Más de 800 talleres de costura colapsaron debido a la sobrecarga de maquinaria pesada y rollos de tela almacenados; los escombros atraparon a decenas de trabajadoras. Se estima que unas 600 costureras murieron, más de 40 mil quedaron sin empleo ni indemnización, y más de 1,300 talleres quedaron totalmente inactivos.
Corona, que trabajaba desde hacía 15 años en el taller ubicado en el edificio San Antonio Abad —con 11 pisos y 14 talleres— fue testigo del desastre. Según su testimonio, al llegar al lugar tras el sismo, observó que los patrones priorizaban rescatar las máquinas, sin buscar a las mujeres atrapadas entre los escombros.
Este hecho marcó un punto de inflexión en su vida. Decidió organizar a sus compañeras y fundó el Sindicato Nacional de Trabajadores de la Industria de la Costura, Confección, Vestido, Similares y Conexos “19 de Septiembre”, con el objetivo de exigir justicia para las víctimas y luchar por condiciones laborales dignas.

## Trayectoria
Gracias a su activismo y reconocimiento popular, Evangelina Corona fue postulada como diputada federal por el Partido Mexicano Socialista (PMS), y ocupó una curul en la LIV Legislatura del Congreso de la Unión (1988–1991). Durante su mandato, defendió los derechos de trabajadoras y trabajadores, promovió reformas laborales y denunció la corrupción e impunidad en el ámbito laboral.
A lo largo de su vida, mantuvo un firme compromiso con la defensa de los derechos humanos, especialmente de las mujeres trabajadoras. Participó en foros, marchas y actividades sindicales mucho después de su etapa legislativa.

## Legado
Evangelina Corona es considerada una de las figuras más influyentes del sindicalismo femenino en México. A través de su incansable lucha, abrió caminos cruciales para la organización de trabajadoras y visibilizó la situación precaria que enfrentan muchas mujeres en el país. El Sindicato "19 de Septiembre", fundado por ella, perdura como un referente esencial de la organización obrera en la industria textil mexicana.

## Autobiografía
Evangelina Corona escribió el libro "Contar las cosas como fueron”, en el que documenta su propia historia, la de las costureras y la de un país que mantenía un sistema de trabajo mal pagado y altamente explotado.

## Fallecimiento
No se tiene información confirmada sobre la fecha exacta de fallecimiento de Evangelina Corona. Sin embargo, algunos medios reportan su fallecimiento en enero de 2021.